# اینفینیتی کیو۷۰
اینفینیتی کیو۷۰ و کیو۷۰ال (انگلیسی: Infiniti Q70) خطی از خودروهای لوکس اندازه متوسط (شرکتی) از اینفینیتی، بخش لوکس شرکت نیسان بودند. این خودرو در اصل یک به روزرسانی در سری اینفینیتی ام با تغییرات جزئی در زیبایی است. نام کیو۷۰ نشانگر به روز شده سری‌های اینفینیتی کیو را نشان می‌دهد.

## توقف تولید
در سال ۲۰۱۹، نیسان تأیید کرد که مدل‌های اینفینیتی کیو۷۰، کیو۷۰ال، کیو۳۰ و کیوایکس۳۰ پس از سال مدل ۲۰۱۹ به دلیل فروش ضعیف در بازارهای آمریکا، آفریقا، اقیانوسیه و اروپا متوقف می‌شوند زیرا مردم در آن مناطق ترجیح می‌دهند کراس‌اوورها را به جای سدان، هاچ‌بک، کروک و کوپه‌ها خریداری کنند. همچنین نیسان قصد ندارد خودروهای سدان را به‌طور کامل کنار بگذارد و قصد دارد یک خودروی اینفینیتی ای‌وی را در سال ۲۰۲۱ برای سال مدل ۲۰۲۲ بر اساس طرح مفهومی الهام گرفته از کیواس معرفی کند.